# 地道战 (电影)
《地道战》，中国军事教学电影，1965年上映，导演任旭东，主演朱龙广、王炳彧、张勇手等。2010年同名电视剧《地道战》即以此电影为蓝本。

## 情节概述
1942年，河北省中部地区高家庄位于华北平原，没有自然地形作为掩护，为应对日军袭击，民兵们在村庄内外广泛挖掘了地道，用“地道战”击退了敌人的多次进攻。

## 角色
| 演員   | 角色   | 備註             |
| 朱龙广 | 高传宝 | 高家庄民兵队长   |
| 张勇手 | 赵平原 | 区长             |
| 刘秀杰 | 林霞   |                  |
| 刘江   | 汤丙会 | 华北治安军司令   |
| 胡自和 | 牛娃   |                  |
| 王炳彧 | 高老忠 | 高家庄党支部书记 |
| 朱启   | 崔连长 |                  |
| 王孝忠 | 山田   | 日本陆军队长     |

## 音乐
- 主题歌：《地道战》，任旭东、傅庚辰作词，傅庚辰作曲[2]
- 插曲：《毛主席的话儿记心上》，傅庚辰作词、作曲，邓玉华演唱[3]
- 插曲：一段无题目、无填词的纯音乐，板胡和扬琴演奏，河北梆子风格，节奏急促，出现于日军半夜进村扫荡，村支书高老忠发现敌情，飞奔到村口大槐树下敲钟报警的情节，因此经常被戏称为《老头快跑》[4]

## 轶事
- 在文化大革命初期，全中国能大規模循环公开上映的三部文革前电影：《南征北战》、《地道战》、《地雷战》，合称为“老三战”；和当时八个样板戏以及西哈努克在中国各地参观访问的《新闻简报》一起為中國人民所熟知。[5][6][7]
- 片中很多台词都成为流传多年的经典，有些成为了熟语，如“高，实在是高！”（雙關，一方面指高家庄的“高”，一方面指主意高明，用于夸奖别人，常有调侃意味）[8]、“悄悄的进村，打枪的不要”（军队中国语，形容做事偷偷摸摸，以免打草惊蛇）[9]、“打一枪换一个地方”（形容作战灵活机动，后多用来形容工作或居住地点经常变化，或不法分子通过频繁改变作案据点来逃避追查）[10]、“狡猾狡猾的（读作dī/ㄉㄧ）”（军队中国语，常用于戏谑）等。